# Lingua lussemburghese
La lingua lussemburghese (Lëtzebuergesch in lussemburghese, Luxembourgeois in francese, Luxemburgisch in tedesco, Lussimbordjwès in vallone) è una lingua germanica del ramo occidentale parlata nel Lussemburgo, dove fu adottata come lingua ufficiale nel 1984.
È parlata anche nelle zone di confine di Belgio, Francia e Germania, oltre che da alcuni discendenti di lussemburghesi emigrati negli Stati Uniti d'America. In totale, esistono circa 300 000 parlanti.
Il lussemburghese è una variante standardizzata del dialetto mosellano e appartiene quindi al tedesco centrale occidentale, facente parte a sua volta del gruppo linguistico dell'alto tedesco, al pari del tedesco. È evidente che, in quanto lingua germanica, per un parlante tedesco il lussemburghese possa essere di non difficile comprensione, nonostante la notevole influenza del francese, presente in particolare nei numerosi prestiti: per esempio, l'autista d'autobus – in francese Chauffeur de bus e in tedesco Busfahrer – in lussemburghese è detto Buschauffeur.
D'altro canto, l'ortografia del lussemburghese risente molto dell'influenza dell'alto tedesco. Sembra che l'idea di come scrivere correttamente in lussemburghese sia ancora pesantemente dipendente delle norme della grammatica tedesca. Da questo punto di vista, il lussemburghese è più vicino ad essere una varietà locale di tedesco di quanto non lo sia, ad esempio, l'olandese (lingua anch'essa molto vicina al tedesco, ma che se ne discosta più marcatamente nella fonetica, nella morfologia, nel lessico e nella sintassi).
Il tedesco standard è chiamato dai lussemburghesi Däitsch o Preisësch (cioè "prussiano"), anche se quest'ultima denominazione ha un carattere nazionalista e dispregiativo.
Il lussemburghese è usato come lingua veicolare nelle scuole materna ed elementare, ma non esistono libri di testo in lussemburghese. L'alfabetizzazione avviene in lingua tedesca, mentre dalla fine della seconda elementare viene introdotto il francese. Nelle scuole superiori sia il tedesco sia il francese divengono lingue utilizzate per le materie di studio. Il lussemburghese è impiegato dalla televisione in Lussemburgo. La stampa locale riporta articoli in francese e in tedesco, raramente annunci in lussemburghese. La lingua amministrativa del paese è tuttavia il francese.

## Alcune frasi
- Jo. Sì.
- Neen. No.
- Villäicht. Forse.
- Moien. Ciao.
- Moien o Bonjour. Salve.
- Äddi. Arrivederci, ciao (per lasciarsi).
- Merci. Grazie.
- Wéi ass et? – Come va?
- Watgelift? o Entschëllegt? Mi scusi?
- Wann ech gelift. Prego o Per favore
- Metzleschjong. Figlio del macellaio
- Schwätzt Dir Däitsch/Franséisch/Englesch? Parla tedesco/francese/inglese?
- Politeschen Anstand. Decenza Politica
- Lëtzebuerg – Lussemburgo
- d'Stad – Lussemburgo città
- lëtzebuergesch – lussemburghese

## Status
Secondo la legge lussemburghese del 24 febbraio 1984 le lingue utilizzate in Lussemburgo sono così suddivisibili:
- Il lussemburghese è la lingua nazionale.
- I testi legali sono redatti in francese.
- La lingua amministrativa può essere scelta tra lussemburghese, tedesco e francese.
- Nell'amministrazione hanno lo stesso status il lussemburghese, il tedesco ed il francese.

Il lussemburghese, pur avendo quasi lo stesso numero di parlanti del maltese, non è mai stato proposto come lingua ufficiale dell'Unione europea; in Germania non gode di nessuno status riconosciuto, mentre in Belgio è riconosciuto lingua regionale in Vallonia.
La conoscenza della lingua lussemburghese è una condizione indispensabile per poter presentare domanda di naturalizzazione in vista dell'acquisizione della cittadinanza lussemburghese.

## Parentela col tedesco e influenza francese
Pur essendo una lingua germanica, il lussemburghese è molto influenzato dal francese; ecco alcuni esempi di parentela col tedesco e di influenza del francese:
| Lussemburghese | Tedesco | Italiano |
| -------------- | ------- | -------- |
| Regelen        | Regeln  | regole   |
| wéineger       | weniger | minore   |
| fräi           | frei    | libero   |

| Lussemburghese | Francese | Italiano   |
| -------------- | -------- | ---------- |
| Bulletin       | bulletin | bollettino |
| Emprunt        | emprunt  | prestito   |
| Charel         | Charles  | Carlo      |
| Système        | système  | sistema    |
| Merci          | merci    | grazie     |

## Grammatica lussemburghese
Sono riconosciute otto varietà locali di lussemburghese.

### Fonologia
Questa sezione ha per scopo la descrizione della fonologia e della fonetica del lussemburghese centrale, la variante ritenuta standard.

#### Consonanti
Il sistema consonantico lussemburghese è simile a quello del tedesco standard:
|               | Labiali | Labiali | Alveolari | Alveolari | Postalveolari | Postalveolari | Palatali | Palatali | Velari | Velari | Uvulari | Uvulari | Glottidali | Glottidali |
| ------------- | ------- | ------- | --------- | --------- | ------------- | ------------- | -------- | -------- | ------ | ------ | ------- | ------- | ---------- | ---------- |
| Nasali        |         | m       |           |           |               | n             |          |          |        | ŋ      |         |         |            |            |
| Occlusive     | p       | b       | t         | d         |               |               |          |          | k      | g      |         |         |            |            |
| Affricate     |         |         | ʦ         |           | ʧ             |               |          |          |        |        |         |         |            |            |
| Fricative     | f       | v       | s         | z         | ʃ             | ʒ             | (ɕ)      | (ʑ)      |        |        | χ       | ʁ       | h          |            |
| Vibranti      |         |         |           |           |               |               |          |          |        |        |         | ʀ       |            |            |
| Approssimanti |         |         |           | l         |               |               |          | j        |        | (w)    |         |         |            |            |

Le consonanti forti /p t k/ sono aspirate nella maggior parte dei contesti, le deboli /b d g/ sono spesso sorde. Il lussemburghese presenta desonorizzazione finale: le consonanti sonore si desonorizzano in finale di sillaba, a meno che non cambino sillaba a causa del sandhi. Inoltre, le consonanti forti affette dal sandhi si sonorizzano se seguite da una vocale, ad esempio eng interessant Iddi /eŋ intʀæˈsɑnd‿ˈidi/ "un'idea interessante".
Il fonema /ʀ/ può essere realizzato /ʁ/ da alcuni parlanti. Può inoltre vocalizzarsi in /ə/ o /ɐ/ in finale di parola. Davanti a vocali brevi e consonanti sonore si realizza /ʁ/, mentre davanti a consonanti sorde si desonorizza in /χ/.
I fonemi /ɕ/ e /ʑ/ sono allofoni di /χ/ e /ʁ/ rispettivamente; i fonemi /χ ʁ/ si realizzano davanti a vocali posteriori e gli allofoni in tutte le altre posizioni. I parlanti stanno perdendo sempre di più la distinzione tra fricative postalveolari e alveolopalatali.
Il fonema /w/ è allofono di /v/ dopo /k ʦ ʃ/, ad esempio zwee /ʦweː/ "due". Il fonema /ʒ/ può sostituirsi a /j/ in alcuni contesti, ad esempio Juni [ˈjuːniː] o [ˈʒuːniː] "giugno".
In sandhi esterno, /n/ finale di sillaba cade a meno che non sia seguito da /n t d ʦ h/, con poche eccezioni. Inoltre, alcuni gruppi inusuali di consonanti possono formarsi per cliticizzazione dell'articolo determinativo d' (per femminile, neutro e plurale), ad esempio d'Land /dlɑnt/ "il Paese" o d'Kräiz /tkʀæːɪ̯ʦ/ "la croce".

#### Vocali
Il lussemburghese possiede quattordici vocali, /iː i eː e ə ɛː æ aː ɑ ɐ oː o uː u/, e otto dittonghi, /iə ɜɪ æːɪ ɑɪ uə əʊ æːʊ ɑʊ/. I suoni /e ə/ sono allofoni del fonema /e/, e si realizzano in distribuzione complementare: /e/ davanti a consonanti velari, /ə/ in tutte le altre posizioni. Il fonema /e/ può anche essere pronunciato /ɛ/. I fonemi /ə ɐ/ si realizzano soprattutto in posizione non accentata. Il fonema /ə/ può essere pronunciato con un leggero arrotondamento labiale. Le vocali lunghe nei dittonghi possono essere pronunciate brevi in un discorso veloce e in posizione atona. Ulteriori dittonghi si formano per vocalizzazione di /ʀ/ (come già detto sopra). Il fonema /e/ davanti a /ʀ/ è pronunciato /ɛ:/.
| Ortografia | IPA  | Esempio  |
| ---------- | ---- | -------- |
| a          | /ɑ/  | Kapp     |
| a          | /a:/ | Kap      |
| aa         | /a:/ | waarm    |
| ä          | /æ/  | Käpp     |
| e          | /æ/  | Decken   |
| e          | /ə/  | liesen   |
| ë          | /ə/  | hëllefen |
| é          | /e/  | drécken  |
| ee         | /e:/ | Been     |
| i          | /i/  | Gitt     |
| i          | /i:/ | siwen    |
| ii         | /i:/ | Kiischt  |
| o          | /o/  | Sonn     |
| o          | /o:/ | droleg   |
| o          | /o:/ | So       |
| oo         | /o:/ | Sprooch  |
| u          | /u/  | Hutt     |
| u          | /u:/ | Tut      |
| uu         | /u:/ | L’uucht  |

| Ortografia | IPA   | Esempio |
| ---------- | ----- | ------- |
| ai         | /ɑɪ̯/  | Gebai   |
| ei         | /ɑɪ̯/  | d’eier  |
| éi         | /ɜɪ̯/  | Schnéi  |
| au         | /ɑʊ̯/  | Mauer   |
| au         | /æ:ʊ̯/ | Maul    |
| äi         | /æ:ɪ̯/ | räich   |
| ou         | /əʊ̯/  | Schoul  |
| ie         | /iə/  | liesen  |
| ue         | /uə̯/  | Buedem  |

### Articoli e generi
Il lussemburghese possiede tre generi: maschile, femminile e neutro.
|                 | Maschile | Femminile | Neutro |
| --------------- | -------- | --------- | ------ |
| Determinativo   | de(n)    | d'        | d'     |
| Indeterminativo | e(n)     | eng       | e      |

Se la parola che segue l'articolo non comincia con le consonanti h, n, d, o t, l'articolo maschile perde la -n finale, come accade nei verbi (vedi la tabella "Esempi").

### I verbi

#### Verbi regolari
Le forme verbali lussemburghesi sono simili a quelle del tedesco.
| persona                           | finale            |
| --------------------------------- | ----------------- |
| ech (io)                          | come all'infinito |
| du (tu)                           | -s                |
| hien, si, hatt (lui, lei,+neutro) | -t                |
| mir (noi)                         | come all'infinito |
| dir (voi/Lei)                     | -t                |
| si (loro)                         | come all'infinito |

Due verbi lussemburghesi coniugati:
|                | wunnen (abitare) | drénken (bere) |
| -------------- | ---------------- | -------------- |
| ech            | wunnen           | drénken        |
| du             | wunns            | drénks         |
| hien, si, hatt | wunnt            | drénkt         |
| mir            | wunnen           | drénken        |
| dir            | wunnt            | drénkt         |
| si             | wunnen           | drénken        |

#### Verbi irregolari
|                | sinn (essere) | hunn (avere) |
| -------------- | ------------- | ------------ |
| ech            | sinn          | hunn         |
| du             | bass          | hues         |
| hien, si, hatt | ass           | huet         |
| mir            | sinn          | hunn         |
| dir            | sidd          | hutt         |
| si             | sinn          | hunn         |

## Esempi
| Italiano  | Francese | Tedesco    | Lussemburghese | Pronuncia standard |
| --------- | -------- | ---------- | -------------- | ------------------ |
| la terra  | la terre | die Erde   | d'Äerd         | /ɛət/              |
| il cielo  | le ciel  | der Himmel | den Himmel     | /ˈhɪməl/           |
| l'acqua   | l'eau    | das Wasser | d'Waasser      | /ˈvaːsɐ/           |
| il fuoco  | le feu   | das Feuer  | d'Feier        | /ˈfaiɐ/            |
| l'uomo    | l'homme  | der Mann   | de Mann        | /mɑn/              |
| la donna  | la femme | die Frau   | d'Fra          | /fʁaː/             |
| mangiare  | manger   | essen      | iessen         | /ˈiə̯sən/           |
| bere      | boire    | trinken    | drénken        | /ˈdʁeŋkən/         |
| grande    | grand    | groß       | grouss         | /ɡʁəʊ̯s/            |
| piccolo   | petit    | klein      | kleng          | /klɛŋ/             |
| la notte  | la nuit  | die Nacht  | d'Nuecht       | /nuə̯ɕt/            |
| il giorno | le jour  | der Tag    | den Dag        | /daːx/             |

## Nomi delle città del Lussemburgo in lussemburghese e tedesco
| Francese (ufficiale) | Tedesco                               | Lussemburghese |
| -------------------- | ------------------------------------- | -------------- |
| Luxembourg           | Luxemburg                             | Lëtzebuerg     |
| Clervaux             | Clerf                                 | Klierf         |
| Troisvierges         | Ulflingen                             | Ëlwen          |
| Wincrange            | Wintger                               | Wëntger        |
| Bascharage           | Niederkerschen                        | Nidderkäerjeng |
| Beaufort             | Befort                                | Beefort        |
| Bertrange            | Bartringen                            | Bartreng       |
| Bettembourg          | Bettemburg                            | Beetebuerg     |
| Boevange-sur-Attert  | Böwingen                              | Béiwen-Atert   |
| Boulaide             | Bauschleiden                          | Bauschelt      |
| Bourscheid           | Burscheid                             | Buurschent     |
| Burmerange           | Burmeringen                           | Biermereng     |
| Clemency             | Küntzig                               | Kënzeg         |
| Colmar-Berg          | Colmar-Berg                           | Kolmar-Bierg   |
| Diekirch             | Diekirch                              | Dikrech        |
| Differdange          | Differdingen                          | Déifferdeng    |
| Dudelange            | Düdelingen                            | Diddeleng      |
| Echternach           | Echternach                            | Iechternach    |
| Erpedange            | Erpeldingen                           | Ierpeldeng     |
| Esch-sur-Alzette     | Esch An Der Alzette Esch An Der Alzig | Esch-Uelzecht  |
| Esch-Sur-Sûre        | Esch-Sauer                            | Esch-Sauer     |
| Ettelbruck           | Ettelbrück                            | Ettelbréck     |
| Grevenmacher         | Grevenmacher                          | Gréiwemaacher  |
| Hesperange           | Hesperingen                           | Hesper         |
| Mondorf-Les-Bains    | Bad Mondorf                           | Munneref       |
| Vianden              | Vianden                               | Veianen        |
| Wiltz                | Wiltz                                 | Woltz          |

## Letteratura in lussemburghese
Accanto al francese e al tedesco (lingue già formatesi antecedentemente nel Lussemburgo), anche il lussemburghese ha una degna letteratura; il padre della letteratura lussemburghese è Antoine Meyer (1801 - 1857), ma è nel teatro che il lussemburghese ha la sua massima espressione letteraria. Dicks (al secolo Edmond de la Fontaine, 1823 - 1891) introduce personaggi caratteristici lussemburghesi nei suoi vaudevilles. Tit Schroeder (1911 - 1986), con D'Pölltchesfamill (1963), che fu il precursore del teatro sociopolitico di Guy Rewenig (1947) e di altri autori come Fernand Hoffmann e Pol Greisch (1930). Nella poesia Michel Lentz (1820 - 1893) è autore di versi romantici. La poesia ebbe sviluppo nel filone tradizionalista grazie a Tit Schroeder e Joseph Kreup (1911 - 1981), malgrado un impegno politico più marcato dopo il 1968. René Kartheiser (1926) cerca di rendere la poesia libera dalla rima. Svariati scrittori e autori hanno scelto l'epopea in versi per trattare temi di attualità senza riuscire totalmente nel loro intento; una eccezione è rappresentata da Léon Moulin in De Fuus (1968). Con Isidore Comes (1875 - 1960) e Nicolas Pleschette (1882 - 1965) appare il racconto epico in prosa.